# Přibyslav (Nová Paka)
Přibyslav je malá vesnice, část města Nová Paka v okrese Jičín. Nachází se asi 3 km na jihovýchod od Nové Paky. V roce 2014 zde bylo evidováno 53 adres. V roce 2001 zde trvale žilo 41 obyvatel.
Přibyslav leží v katastrálním území Přibyslav u Nové Paky o rozloze 0,65 km2.